# Vaejovis solegladi
Espèce
Vaejovis solegladi est une espèce de scorpions de la famille des Vaejovidae.

## Distribution
Cette espèce est endémique du Mexique. Elle se rencontre en Oaxaca et au Puebla.

## Description
Le mâle holotype mesure 41,2 mm et la femelle paratype 46,1 mm. Vaejovis solegladi mesure de 38 à 55 mm.

## Étymologie
Cette espèce est nommée en l'honneur de Michael E. Soleglad.

## Publication originale
- Sissom, 1991 : « Systematic studies on the nitidulus group of the genus Vaejovis, with descriptions of seven new species (Scorpiones, Vaejovidae). » The Journal of Arachnology, vol. 19, no 1, p. 4-28 (texte intégral).